# Microglanis pellopterygius
Microglanis pellopterygius és una espècie de peix de la família dels pseudopimelòdids i de l'ordre dels siluriformes.

## Morfologia
- Els mascles poden assolir 5,4 cm de longitud total.[5][6]

## Hàbitat
És un peix d'aigua dolça i de clima tropical.

## Distribució geogràfica
Es troba a Sud-amèrica: conca del riu Aguarico a l'Equador.